# سليمان الشكيري
سليمان بن سعيد الشكيري، لاعب كرة قدم عماني سابق. لعب مع نادي مسقط، وفي عام 2006 انتقل إلى نادي السالمية الكويتي لمدة موسمين.